# Kalmare ledung
Kalmare ledung var det korståg som den norske kungen Sigurd Jorsalafarare ledde för att kristna Småland. Korståget kan dateras relativt exakt, med uppgifter från Snorre Sturlason som anger att korståget skall ha ägt rum sommaren före "det stora mörkret". 11 augusti 1124 inträffade en solförmörkelse, vilket ger att korståget med stor sannolikhet ägde rum under tiden juni-augusti 1123.
Småland hade med sina vida skogsmarker haft mindre kontakt med kristendomen än andra delar av Norden och var runt 1100-talet fortfarande till betydande del hedniskt. Sigurd Jorsalafarare av Norge drog ut på Kalmare ledung efter att ha ingått ett avtal med kung Nils av Danmark, som dock aldrig dök upp under konflikten. Under korståget till Småland bortfördes 1500 kreatur och många andra dyrbarheter. Därtill skall smålänningarna motvilligt ha antagit kristendomen. Källorna berättar om ett krig mellan norrmän och hedningar i trakten av sydöstra Småland och Öland. Kalmar var en av platserna som angreps och plundrades. Handelsstäderna var de första platserna där kristendomen etablerade sig så det är troligt att befolkningen i Kalmar var i huvudsak kristen, men förskonades ändå inte från norrmännens plundring. Kung Sigurd hade inte dragit sig för att anfalla kristna under det Norska korståget när det passade honom så en sådan handling var nog inte ett undantag. Liksom det Norska korståget och de senare svenska korstågen hade Kalmare ledung mer karaktären av ett vikingatåg än korståg.